# Jezioro Owieczkowskie
Jezioro Owieczkowskie (także Owieczkowo) – jezioro w woj. kujawsko-pomorskim, w powiecie golubsko-dobrzyńskim, w gminie Golub-Dobrzyń, leżące na terenie Pojezierza Chełmińskiego.